# Musée Broel
Le musée Broel (en néerlandais : Broelmuseum) était un musée d'art situé dans la ville belge de Courtraifermé en 2014. Le musée fermait ses portes en 2014, et le bâtiment, renommé Broelkaai 6, était transformé en centre culturel.
Son existence était le résultat de la fusion entre le musée des Beaux-Arts (Museum voor Schone Kunsten) et le musée d'archéologie et des arts décoratifs (Museum voor Oudheidkunde en Sierkunst).

## Historique
Il était situé sur le Broelkaai (nl), en bord de Lys, non loin des tours du Broel, qui lui donnent leur nom.

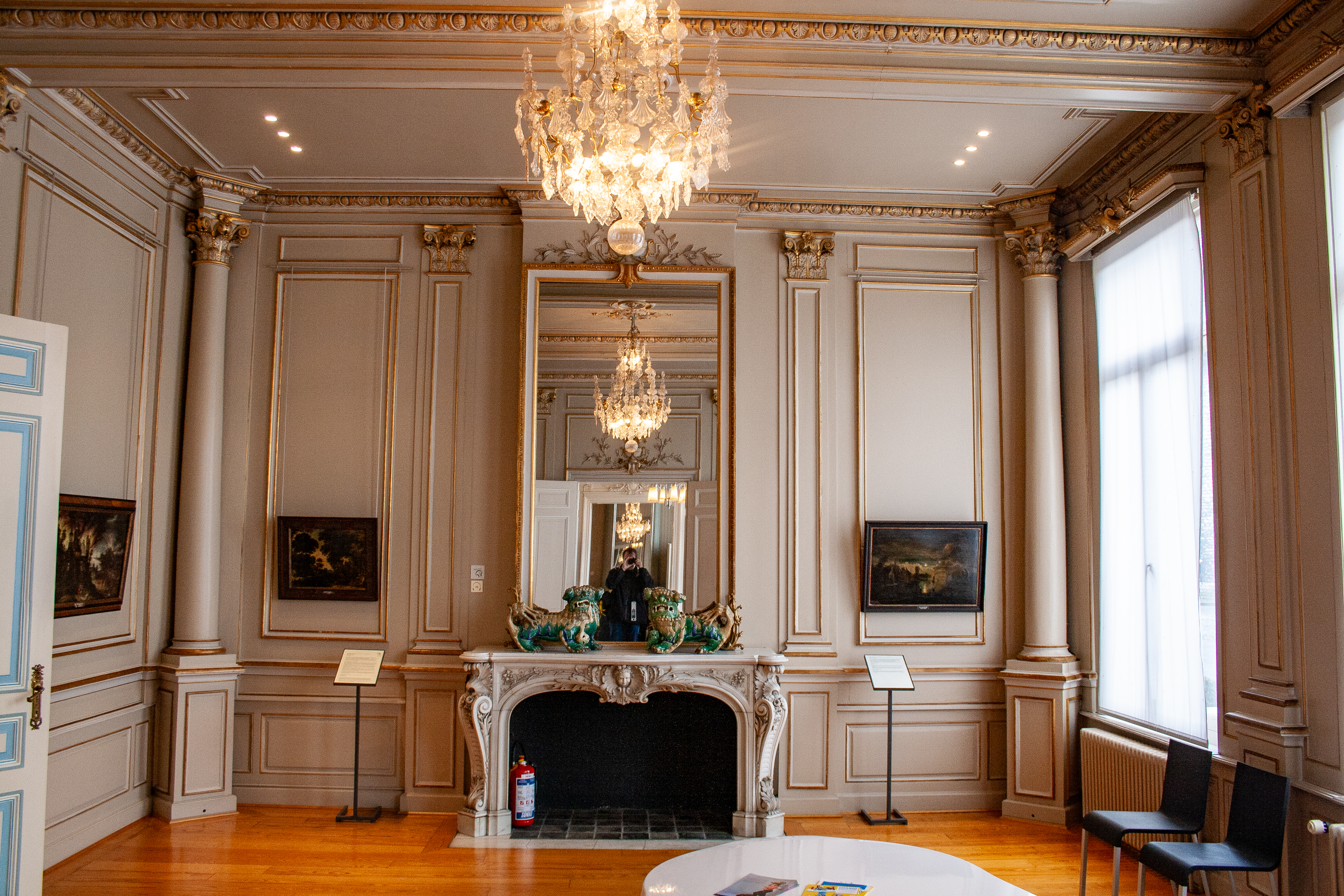
Broelmuseum intérieur

Avant la Seconde Guerre mondiale, le musée des Beaux-Arts de Courtrai était situé dans la Grande Halle aux Draps (sur l'actuelle Schouwburgplein (nl)), tandis que le musée d'archéologie et des arts décoratifs était hébergé dans une des deux tours du Broel.

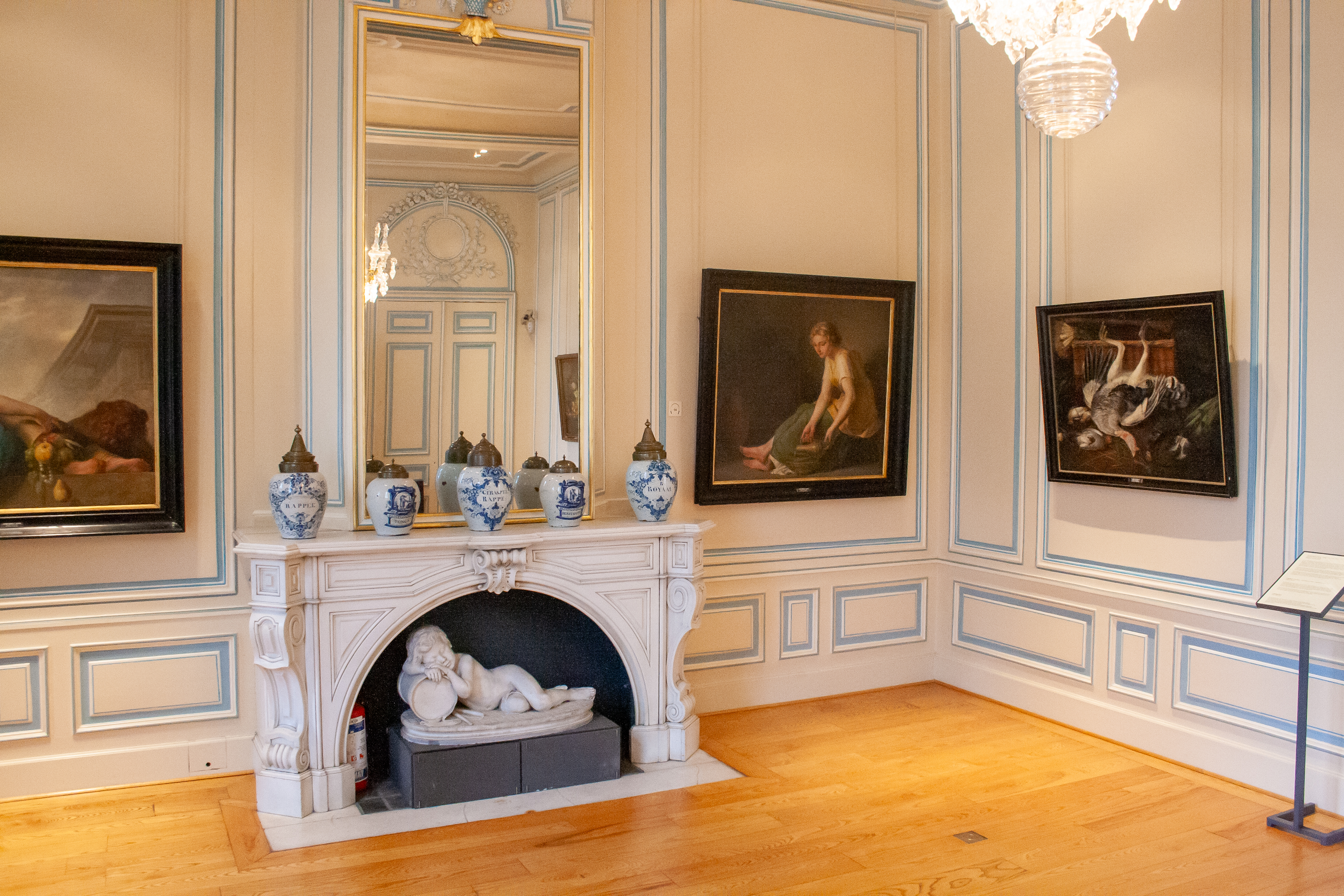
Broelmuseum intérieur

Lorsque la Grande Halle aux Draps est détruite par un bombardement en 1944, il est décidé de ne pas la reconstruire, mais de rassembler les deux musées dans un bâtiment du xviiie siècle.
En 1995, toutes les salles d'exposition sont restaurées et, en 1998, une nouvelle aile est ajoutée.
Le musée ferme ses portes en 2014, et le bâtiment, renommé Broelkaai 6, est transformé en centre culturel.

## Collection
La collection permanente était créée autour d'œuvres d'artistes courtraisiens ou ayant travaillé à Courtrai, allant du Moyen Âge au xxe siècle, parmi lesquels Évariste Carpentier, Louis Robbe, Louis-Pierre Verwée, Edouard et Constant Woutermaertens, Joseph De Coene, Bernaert de Rijckere ou Jan Baptiste de Jonghe. Deux salles étaient entièrement consacrées à Roelant Savery. 
La collection est la propriété des Musées de la ville de Courtrai et est intégralement conservée en dépôt. Certaines pièces seront exposées au nouveau musée Abby Kortrijk, qui a ouvert ses portes en mars 2025 à l'abbaye de Groeninghe.

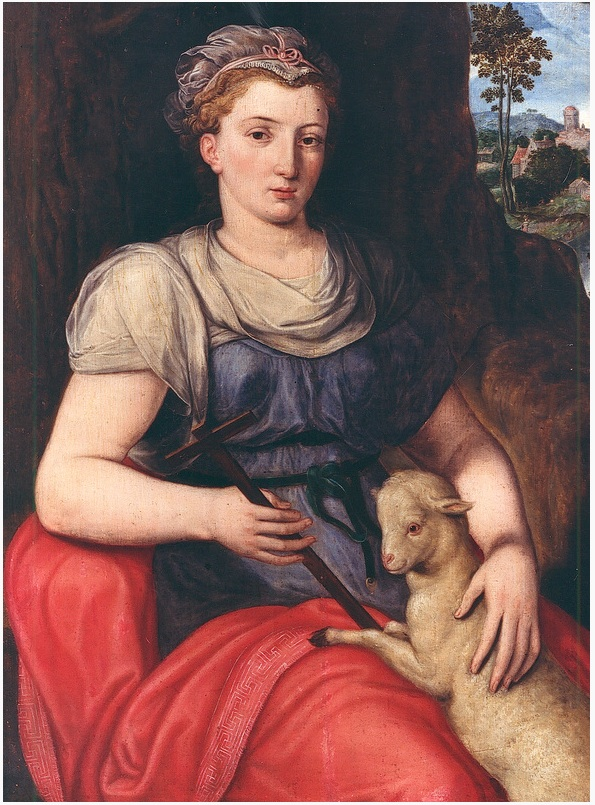
Sainte Agnès, par Bernaert de Rijckere
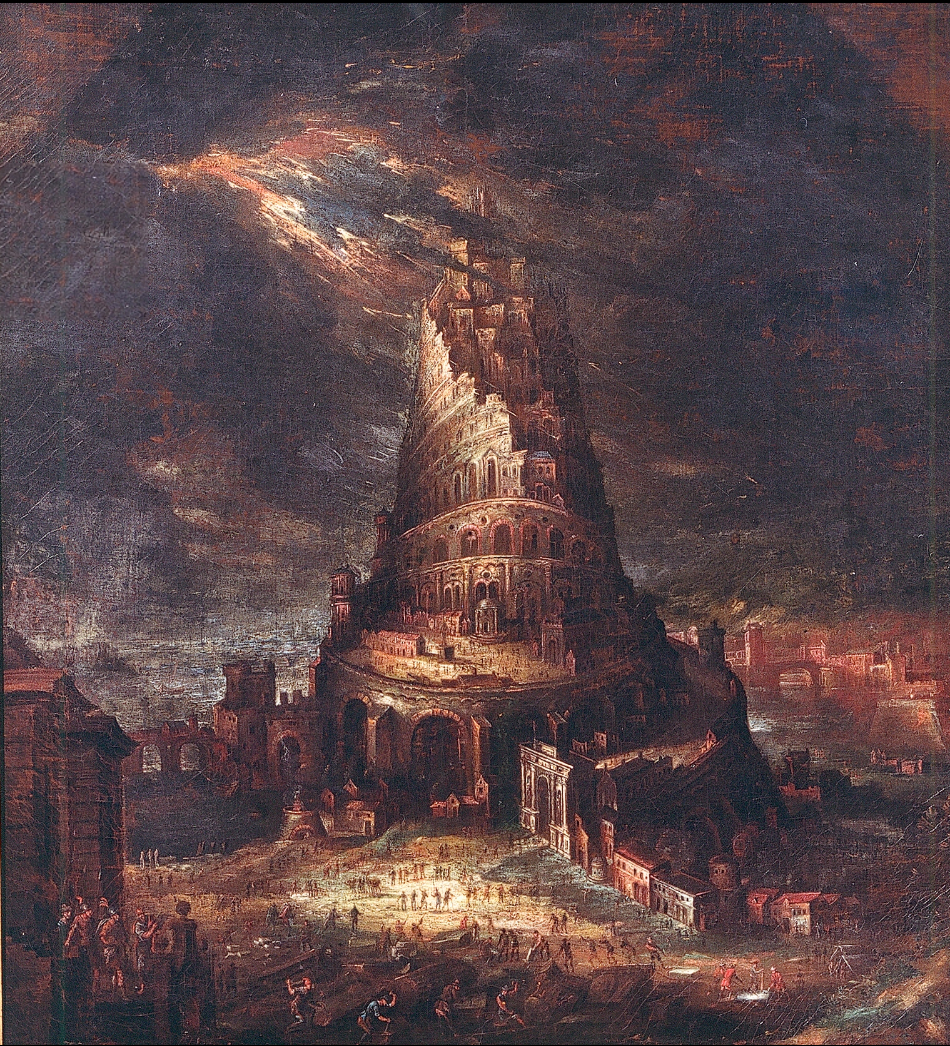
La Tour de Babel, par Hans Bol
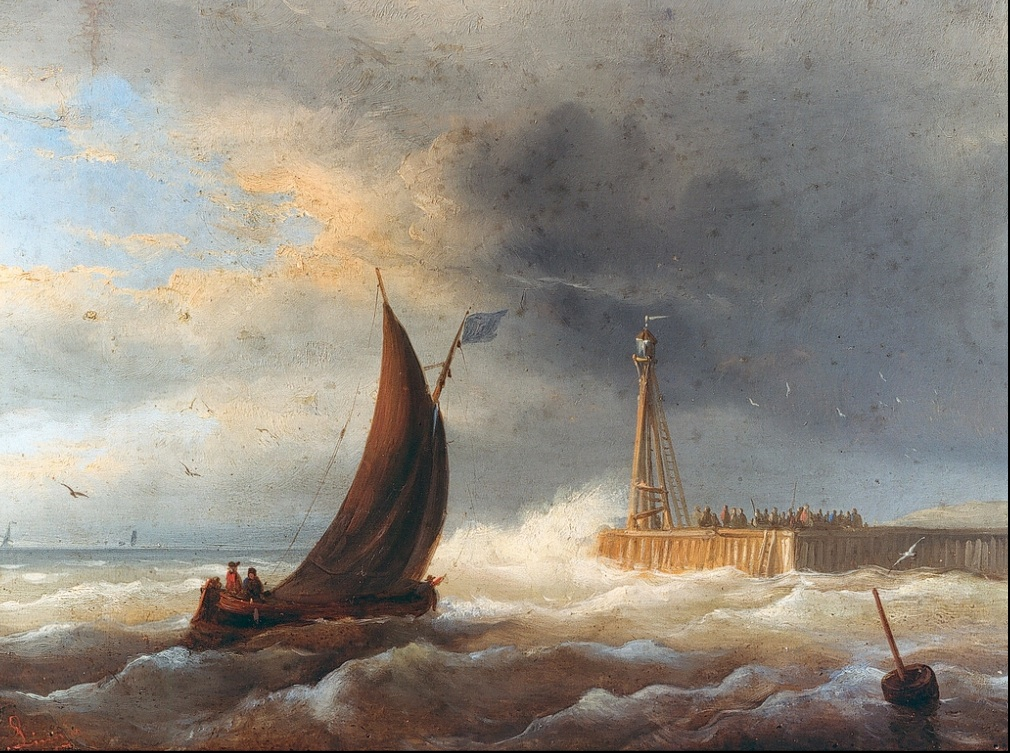
Entrée dans le port, par Égide Linnig
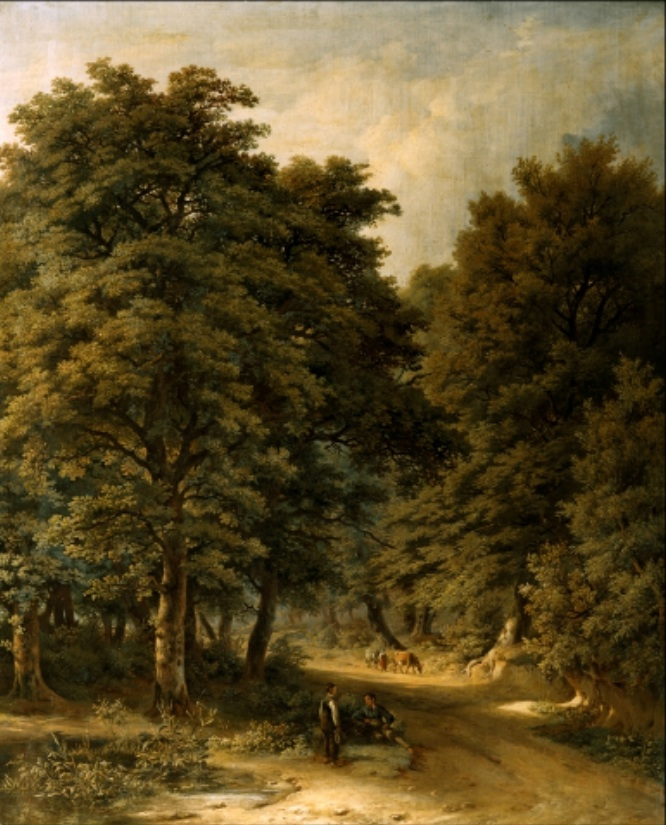
Bois dans les environs de Bruxelles, par Jan Baptiste de Jonghe
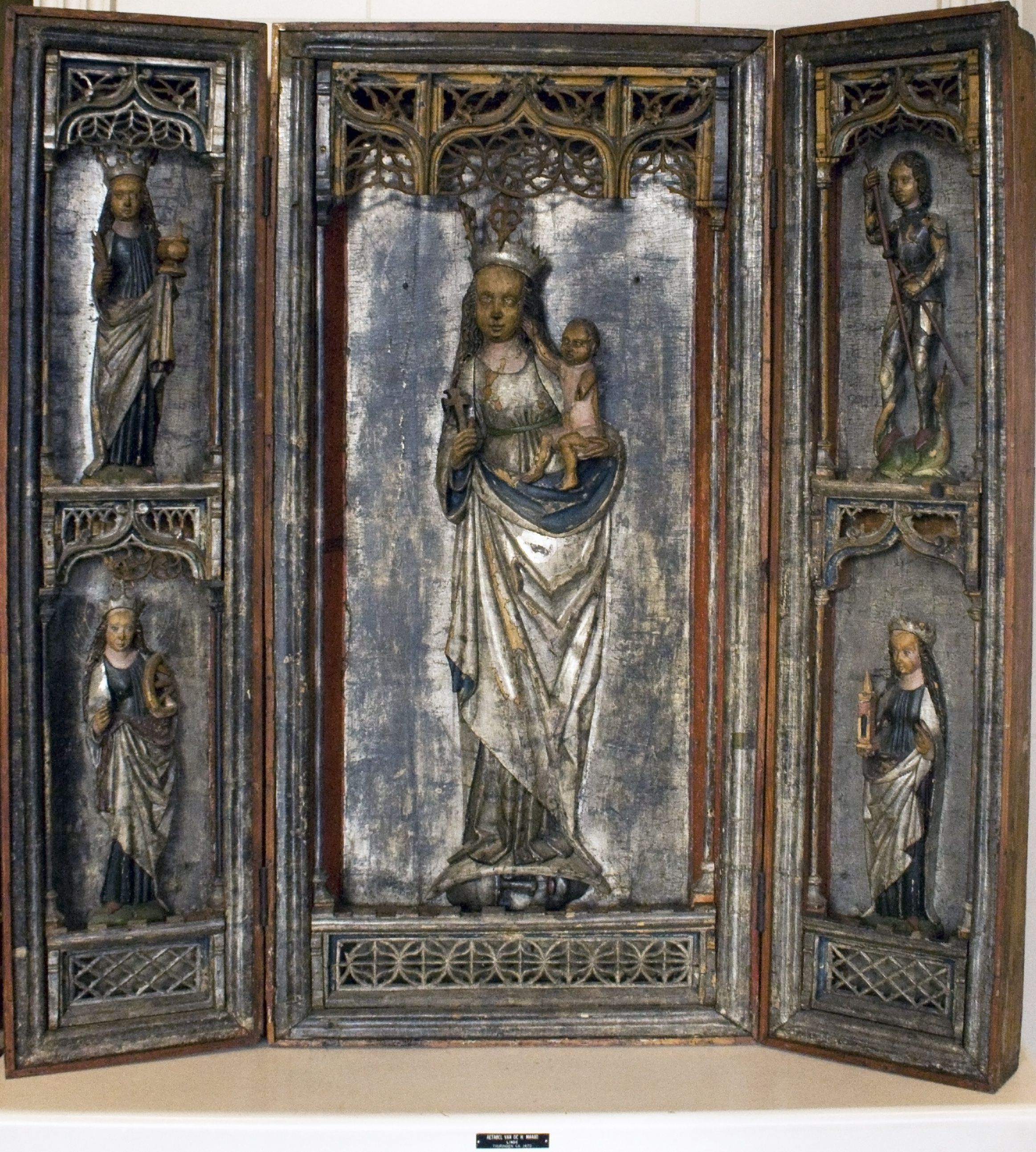
Triptyque de la Vierge Marie avec Élisabeth de Hongrie (1470)
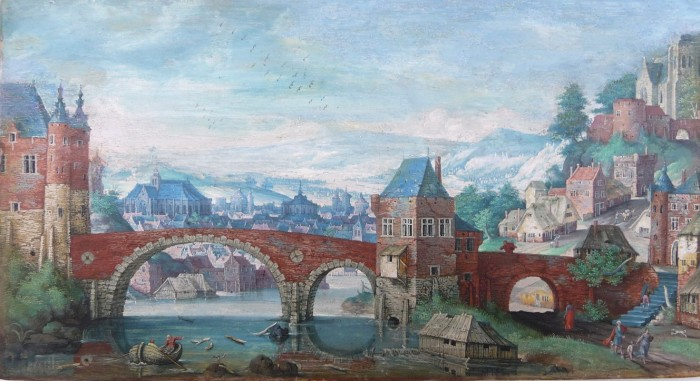
Agar et Ismaël, par Jacob Savery (1585)
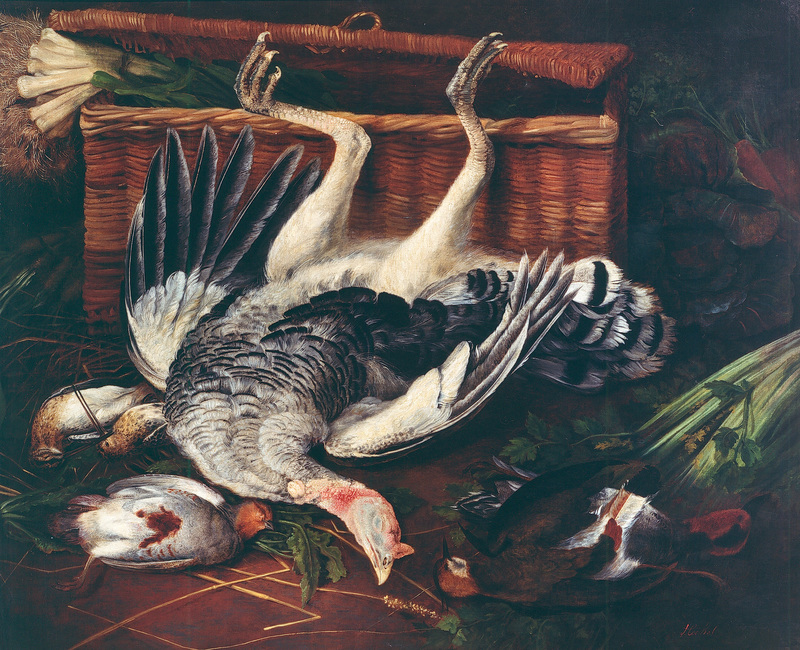
Volaille et légumes, par Adriaen van Utrecht (1620-1652)
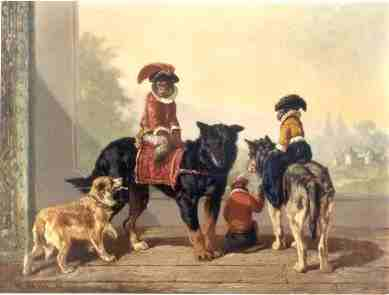
Le Renard, par Vincent De Vos
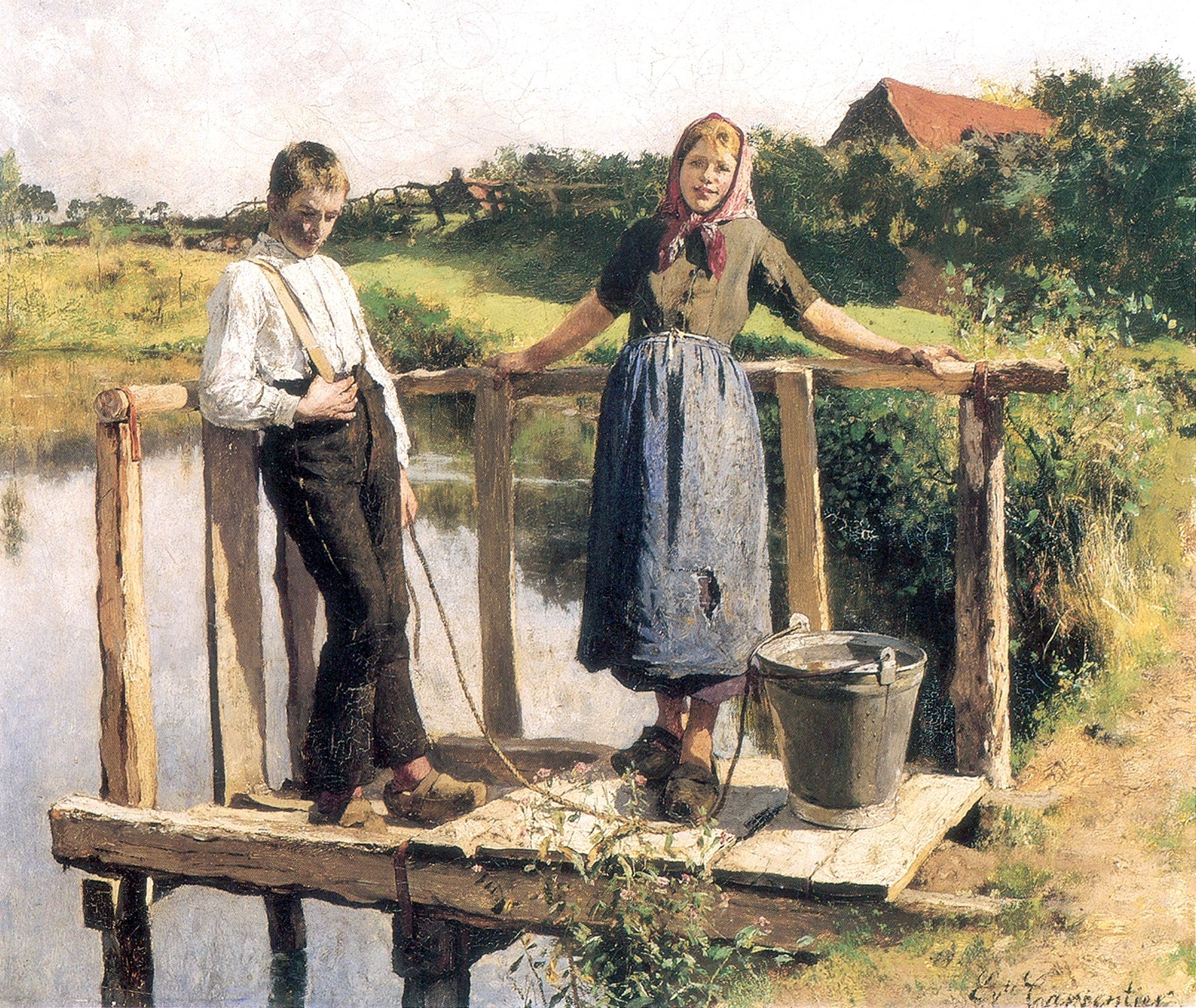
Conversation intime, par Évariste Carpentier (c. 1892)